# 아카시성

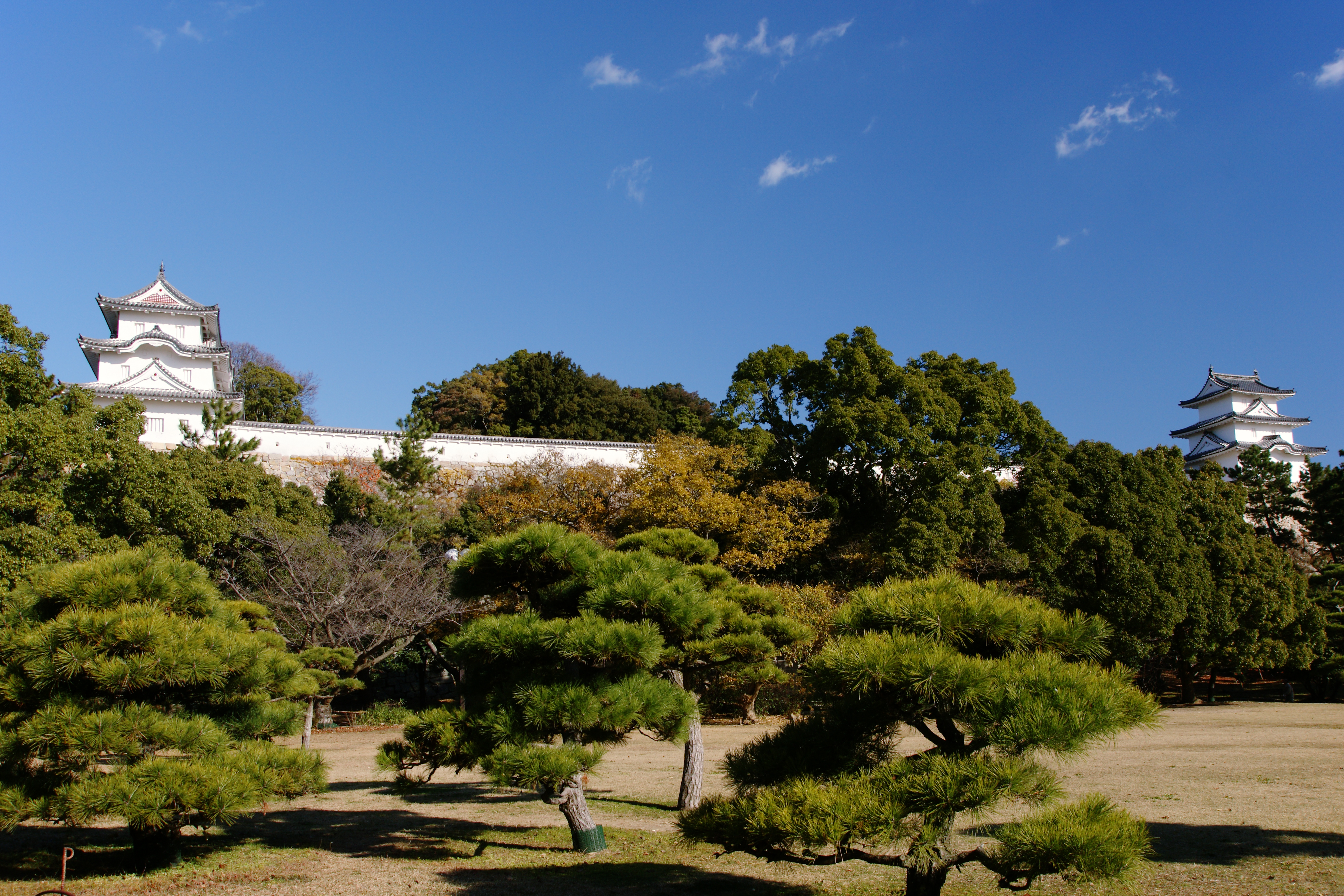
아카시성의 혼마루

아카시성(일본어: 明石城)은 효고현 아카시시에 있는 연곽제곽혼합식 평산성이다. 에도 시대 아카시번의 번청으로 사용되었다. 기하루성/기슌성(喜春城), 긴코성(錦江城)이라는 이명도 있다. 축성에 있어서 무예가 미야모토 무사시가 관련되어 있는 것으로 유명하다.

## 개요
JR 아카시역 북쪽에 위치해 있어 역 앞에서 성을 조망할 수 있다. 성의 배치는 연곽식과 제곽식이 혼합된 양식을 취했으며 아카마쓰산을 중심으로 성을 조성한 평산성이다. 성의 중앙에 혼마루를 두었고, 혼마루 동쪽에는 니노마루, 그 동쪽에는 히가시노마루를 두었다. 또, 남쪽에는 산노마루와 서쪽에는 이나리마루를 배치했다. 혼마루에 천수대를 조성해 두었지만, 천수는 세워지지 않고, 네 모퉁이에 망루를 배치했다. 그 중 남동쪽과 남서쪽에 다쓰미 망루, 히쓰지사루 망루만 남아 국가 중요문화재로 지정되어 있다. 성터는 아카시 공원으로 정비되어 있으며, 벚꽃의 명소로 유명해 일본 벚꽃 명소 100선에 올라있다. 성의 서쪽에 흐르는 아카시강을 천연의 해자로 삼고, 남쪽은 운하를 파 해자 겸 항구로 삼았다.

## 역사
에도 시대

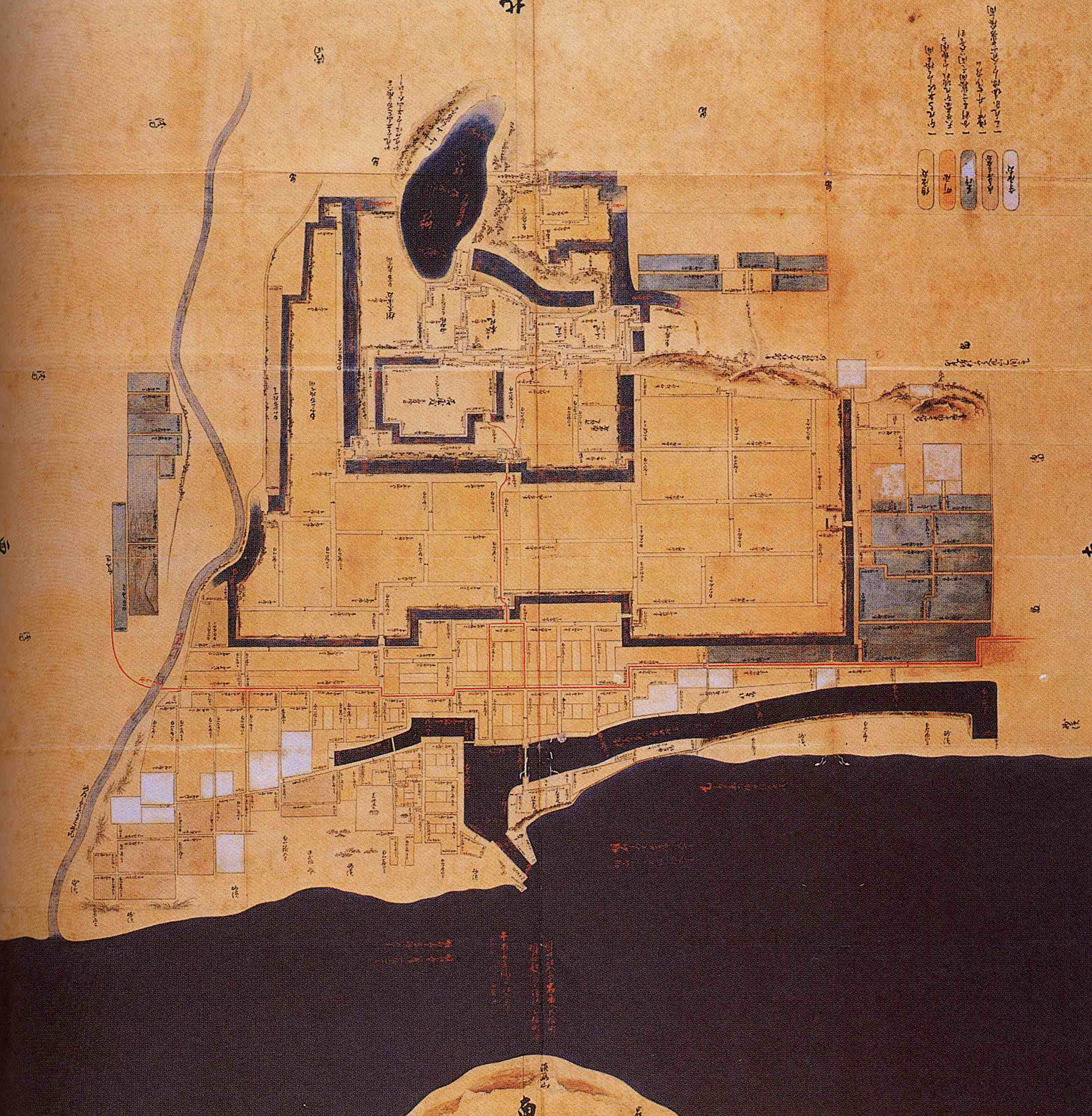
아카시성의 고지도

1617년 하리마국 히메지번주 이케다 미쓰마사가 이나바국 돗토리번으로 이봉되자, 아카시 지방은 히메지번에서 분번(分藩)되어 시나노국 마쓰모토번의 오가사와라 다다자네가 10만 석에 입봉되어 후나게성에 입성한다. 1615년에 반포된 일국일성령에 따라 후나게성은 이미 파각되어 진야 규모에 불과했다. 같은 해에 2대 쇼군 도쿠가와 히데타다가 아카시성 축성을 명해 1619년 완공되었다. 축성에 관해서는 후시미성, 미키성, 후나게성의 건조물을 부재로 사용했으며, 축성 목적은 서국 다이묘의 견제하기 위함이다. 이때 천수대는 조성되었지만, 천수는 세워지지 않았다.
성의 남쪽 습지 일대는 메워져 시가지로 조성되었다. 이때 도시계획에 참여한 인물이 검호로 익히 알려진 미야모토 무사시라고 한다.
1632년 번주 오가사와라 다다자네는 부젠국 고쿠라번으로 이봉됨에 따라 1633년 도다 마쓰다이라 가문의 마쓰다이라 야스나오가 시나노국 마쓰모토번에서 하리마국 아카시번 7만 석에 이봉되어 입성한다. 이후, 오쿠보 가문(1639년 ~ 1649년), 후지이 마쓰다이라 가문(1649년 ~ 1679년), 혼다 가문(1679년 ~ 1682년)이 성주로 부임한 후다이 다이묘 가문의 거성이었다.
1682년 혼다 마사토시가 악정을 이유로 무쓰국 오쿠보번 1만 석에 감봉되어 이봉되었고, 대신 에치젠국 오노번에서 마쓰다이라 나오아키라가 번주로 부임해 입성하였다. 이후, 신판 다이묘 에치젠 마쓰다이라 가문의 거성으로 메이지 유신을 맞이한다.
아카시성은 에치젠 마쓰다이라 가문의 2번주 마쓰다이라 나오쓰네 때인 1739년 대대적으로 수리되었다.
메이지 시대 이후

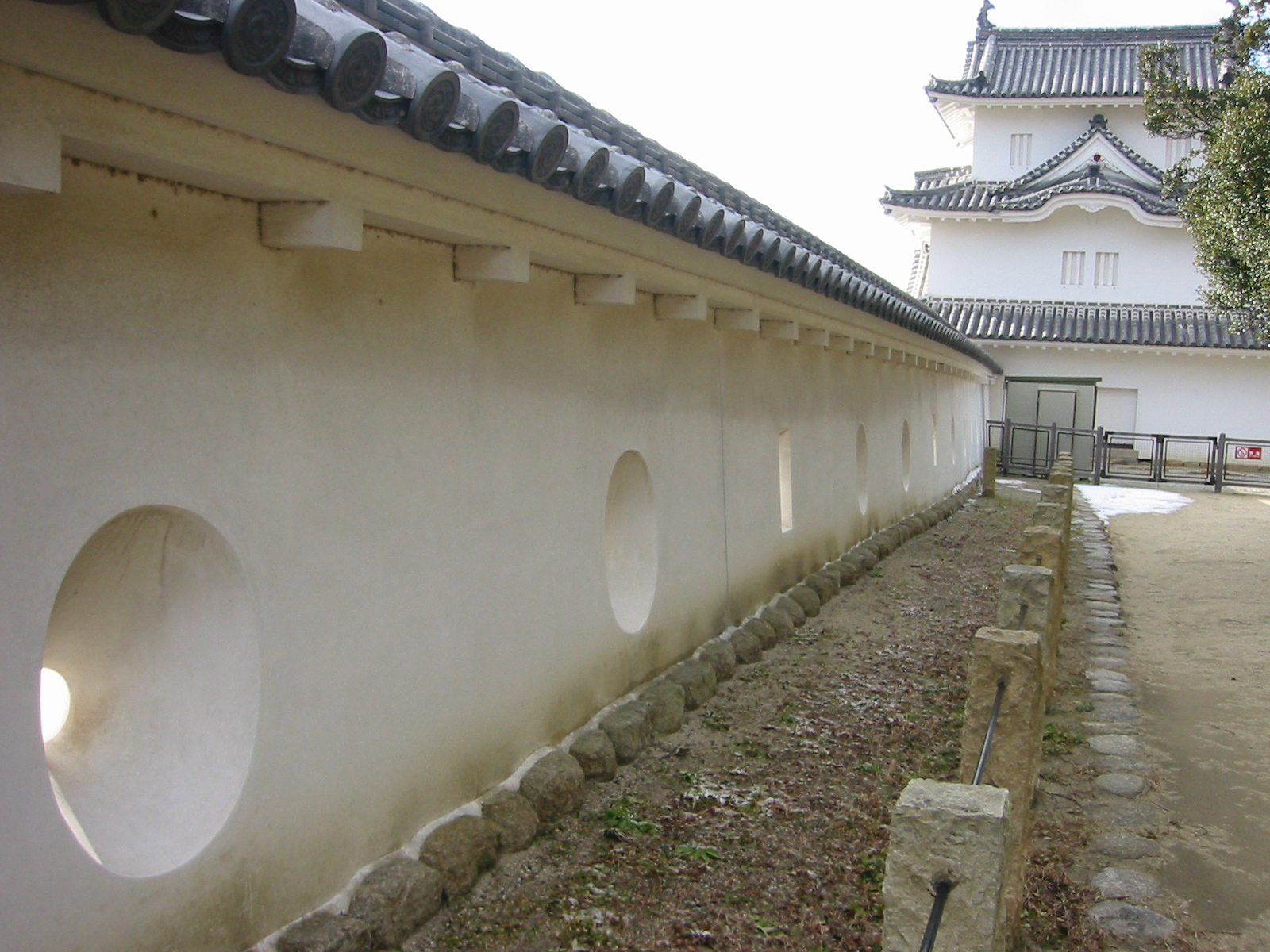
담과 히쓰지사루 망루

- 1874년(메이지 7년) 폐성령에 따라 폐성 처분되어 1881년(메이지 14년) 혼마루 북동쪽의 우시토라 망루가, 1901년(메이지 34년) 혼마루 북서쪽의 이누이 망루가 해체되었다.
- 1883년(메이지 16년) 성터는 아카시 공원으로 정비되었으며, 1898년(메이지 31년) 성터는 황실 재산으로 귀속되었다가, 1918년(다이쇼 7년) 4월 15일 효고현에 차입되어 현립 아카시 공원으로 개원한다.
- 1957년(쇼와 32년) 6월 18일 다쓰미 망루와 우쓰지사루 망루가 국가 중요문화재로 지정되었다.
- 1995년(헤세 7년) 한신·아와지 대지진의 피해를 입어 1999년(헤세 11년) 성의 보수가 완료됨과 동시에 다쓰미 망루와 우쓰지사루 망루를 잇는 담을 복원되었다.
- 2004년(헤세 16년) 9월 30일 성터가 국가 사적에 지정되었다.
- 2006년(헤세 18년) 4월 6일 일본 100대 명성에 선정되었다.

## 관광
교통
- JR 서일본 아카시역에서 하차, 도로로 5분 소요.
- 산요 전기철도 산요 아카시역에서 하차, 도보로 5분 소요.

주변 문화시설 및 관광명소
- 마이코 다이바
- 무사시 정원
- 아카시 시립 도서관
- 아카시 해협 대교
- 효고 현립 도서관
- 후나게성터

## 같이 보기
- 아카시번
- 후나게성
- 미야모토 무사시